# Liste der Baudenkmäler in Rasen-Antholz
Die Liste der Baudenkmäler in Rasen-Antholz (italienisch Rasun Anterselva) enthält die 45 als Baudenkmäler ausgewiesenen Objekte auf dem Gebiet der Gemeinde Rasen-Antholz in Südtirol.
Basis ist das im Internet einsehbare offizielle Verzeichnis der Baudenkmäler in Südtirol. Dabei kann es sich beispielsweise um Sakralbauten, Wohnhäuser, Bauernhöfe und Adelsansitze handeln. Die Reihenfolge in dieser Liste orientiert sich an der Bezeichnung, alternativ ist sie auch nach der Adresse oder dem Datum der Unterschutzstellung sortierbar.

## Liste
| Foto |                 | Bezeichnung                                                                    | Standort                    | Eintragung                   | Beschreibung | Metadaten                                              |
| ---- | --------------- | ------------------------------------------------------------------------------ | --------------------------- | ---------------------------- | --- | ------------------------------------------------------ |
| BW   | Datei hochladen | Aberle ID: 16604                                                               | 46° 46′ 54″ N, 12° 2′ 48″ O | 16. Feb. 1987 (BLR-LAB 606)  | Ländliches Wohnhaus/Bauernhof                                                                                      | KG: Niederrasen Bauparzelle: 75                        |
| ja   | Datei hochladen | Altrasen ID: 16613                                                             | 46° 46′ 37″ N, 12° 3′ 20″ O | 16. Feb. 1987 (BLR-LAB 606)  | Burgruine | KG: Niederrasen Grundparzelle: 2195                    |
| ja   | Datei hochladen | Antenhofer mit Backofen und Mühle in Obertal ID: 16595                         | 46° 52′ 25″ N, 12° 7′ 42″ O | 16. Feb. 1987 (BLR-LAB 606)  | Ländliches Wohnhaus/Bauernhof                                                                                      | KG: Antholz Bauparzelle: 243/1                         |
| ja   | Datei hochladen | Antoniuskapelle ID: 18076                                                      | 46° 46′ 23″ N, 12° 2′ 26″ O | 16. Feb. 1987 (BLR-LAB 606)  | Kapelle | KG: Niederrasen Bauparzelle: 62                        |
| ja   | Datei hochladen | Baumgartnerwirt ID: 16602                                                      | 46° 46′ 40″ N, 12° 3′ 0″ O  | 16. Feb. 1987 (BLR-LAB 606)  | Ländliches Wohnhaus/Bauernhof                                                                                      | KG: Niederrasen Bauparzelle: 40/1 Baumgartnerwirt      |
| ja   | Datei hochladen | Bruggerwirt ID: 18075                                                          | 46° 51′ 34″ N, 12° 6′ 0″ O  | 13. Jan. 1951 (MD)           | Ländliches Wohnhaus/Bauernhof                                                                                      | KG: Antholz Bauparzelle: 59/1                          |
| BW   | Datei hochladen | Burgfrieden ID: 16616                                                          | 46° 47′ 37″ N, 12° 2′ 30″ O | 16. Feb. 1987 (BLR-LAB 606)  | Ländliches Wohnhaus/Bauernhof                                                                                      | KG: Oberrasen Bauparzelle: 120                         |
| ja   | Datei hochladen | Garber ID: 16598                                                               | 46° 46′ 44″ N, 12° 2′ 54″ O | 16. Feb. 1987 (BLR-LAB 606)  | Ländliches Wohnhaus/Bauernhof                                                                                      | KG: Niederrasen Bauparzelle: 25                        |
| ja   | Datei hochladen | Goller an der Linde ID: 16603                                                  | 46° 46′ 50″ N, 12° 2′ 44″ O | 16. Feb. 1987 (BLR-LAB 606)  | Ansitz | KG: Niederrasen Bauparzelle: 66                        |
| ja   | Datei hochladen | Grafenhaus mit Schreiberhaus ID: 16597                                         | 46° 46′ 46″ N, 12° 2′ 56″ O | 13. Jan. 1951 (MD)           | Ansitz der Grafen von Welsperg; das Schreiberhaus befindet sich etwas nördlich auf 46° 46′ 47,1″ N, 12° 2′ 56,5″ O | KG: Niederrasen Bauparzelle: 22, 23/1, 23/4            |
| BW   | Datei hochladen | Gruberkapelle ID: 16587                                                        | 46° 51′ 17″ N, 12° 5′ 46″ O | 13. Jan. 1951 (MD)           | Kapelle | KG: Antholz Bauparzelle: 94                            |
| ja   | Datei hochladen | Hauser ID: 16615                                                               | 46° 47′ 10″ N, 12° 3′ 18″ O | 13. Jan. 1951 (MD)           | Ländliches Wohnhaus/Bauernhof                                                                                      | KG: Oberrasen Bauparzelle: 1                           |
| ja   | Datei hochladen | Heufler ID: 16617                                                              | 46° 47′ 27″ N, 12° 3′ 20″ O | 18. Mai 1951 (MD)            | Ansitz | KG: Oberrasen Bauparzelle: 170                         |
| BW   | Datei hochladen | Imbergkapelle ID: 16608                                                        | 46° 47′ 0″ N, 12° 4′ 54″ O  | 16. Feb. 1987 (BLR-LAB 606)  | Kapelle | KG: Niederrasen Bauparzelle: 201                       |
| ja   | Datei hochladen | Innersießlkapelle ID: 16588                                                    | 46° 50′ 48″ N, 12° 5′ 45″ O | 13. Jan. 1951 (MD)           | Kapelle | KG: Antholz Bauparzelle: 118                           |
| ja   | Datei hochladen | Joggilerstöckl ID: 16614                                                       | 46° 46′ 40″ N, 12° 2′ 53″ O | 16. Feb. 1987 (BLR-LAB 606)  | Kapelle | KG: Niederrasen Grundparzelle: 2256/8                  |
| ja   | Datei hochladen | Josefskapelle beim Burgfrieden ID: 16620                                       | 46° 47′ 35″ N, 12° 2′ 30″ O | 16. Feb. 1987 (BLR-LAB 606)  | Kapelle | KG: Oberrasen Bauparzelle: 246                         |
| BW   | Datei hochladen | Kaltenhauserkapelle ID: 16590                                                  | 46° 50′ 20″ N, 12° 5′ 15″ O | 13. Jan. 1951 (MD)           | Kapelle | KG: Antholz Bauparzelle: 147                           |
| BW   | Datei hochladen | Kapelle beim Mair am Ried ID: 16610                                            | 46° 46′ 45″ N, 12° 0′ 20″ O | 16. Feb. 1987 (BLR-LAB 606)  | Kapelle | KG: Niederrasen Grundparzelle: 912                     |
| BW   | Datei hochladen | Kapelle beim Unterrauth ID: 16609                                              | 46° 46′ 54″ N, 12° 2′ 0″ O  | 16. Feb. 1987 (BLR-LAB 606)  | Kapelle | KG: Niederrasen Grundparzelle: 649, 673/1, 674/7       |
| BW   | Datei hochladen | Kapelle in Bad Salomonsbrunn ID: 16593                                         | 46° 49′ 22″ N, 12° 4′ 50″ O | 13. Jan. 1951 (MD)           | Kapelle | KG: Antholz Bauparzelle: 201                           |
| BW   | Datei hochladen | Keller beim Bruggerwirt in Mittertal ID: 16586                                 | 46° 51′ 36″ N, 12° 6′ 0″ O  | 16. Feb. 1987 (BLR-LAB 606)  | Ländliches Wohnhaus/Bauernhof                                                                                      | KG: Antholz Bauparzelle: 4/1                           |
| BW   | Datei hochladen | Kramer ID: 16585                                                               | 46° 51′ 37″ N, 12° 6′ 5″ O  | 16. Feb. 1987 (BLR-LAB 606)  | Ländliches Wohnhaus/Bauernhof                                                                                      | KG: Antholz Bauparzelle: 53                            |
| ja   | Datei hochladen | Leiser ID: 16596                                                               | 46° 46′ 51″ N, 12° 3′ 1″ O  | 16. Feb. 1987 (BLR-LAB 606)  | Ländliches Wohnhaus/Bauernhof                                                                                      | KG: Niederrasen Bauparzelle: 8                         |
| ja   | Datei hochladen | Lienharter und Joggiler ID: 16600                                              | 46° 46′ 41″ N, 12° 2′ 55″ O | 16. Feb. 1987 (BLR-LAB 606)  | Ländliches Wohnhaus/Bauernhof                                                                                      | KG: Niederrasen Bauparzelle: 37                        |
| ja   | Datei hochladen | Marienkapelle zu Neunhäusern ID: 16606                                         | 46° 46′ 29″ N, 12° 1′ 22″ O | 13. Jan. 1951 (MD)           | Kapelle | KG: Niederrasen Bauparzelle: 85                        |
| ja   | Datei hochladen | Meizgerkapelle ID: 16589                                                       | 46° 50′ 22″ N, 12° 5′ 39″ O | 13. Jan. 1951 (MD)           | Kapelle | KG: Antholz Bauparzelle: 135                           |
| ja   | Datei hochladen | Neurasen ID: 16622                                                             | 46° 47′ 28″ N, 12° 2′ 27″ O | 16. Feb. 1987 (BLR-LAB 606)  | Burgruine | KG: Oberrasen Grundparzelle: 1146/1, 1146/2            |
| BW   | Datei hochladen | Obermair ID: 16592                                                             | 46° 49′ 24″ N, 12° 5′ 23″ O | 16. Feb. 1987 (BLR-LAB 606)  | Ländliches Wohnhaus/Bauernhof                                                                                      | KG: Antholz Bauparzelle: 197                           |
| BW   | Datei hochladen | Oberstallerkapelle ID: 16612                                                   | 46° 47′ 1″ N, 12° 3′ 56″ O  | 16. Feb. 1987 (BLR-LAB 606)  | Kapelle | KG: Niederrasen Grundparzelle: 2153                    |
| ja   | Datei hochladen | Peterer ID: 16605                                                              | 46° 46′ 52″ N, 12° 2′ 47″ O | 30. Dez. 1988 (BLR-LAB 9005) | Ländliches Wohnhaus/Bauernhof                                                                                      | KG: Niederrasen Bauparzelle: 77                        |
| ja   | Datei hochladen | Pfaffingkapelle ID: 16611                                                      | 46° 47′ 2″ N, 12° 2′ 58″ O  | 16. Feb. 1987 (BLR-LAB 606)  | Kapelle | KG: Niederrasen Grundparzelle: 1216                    |
| ja   | Datei hochladen | Pfarrkirche St. Georg mit Friedhofskapelle und Friedhof in Mittertal ID: 16583 | 46° 51′ 33″ N, 12° 5′ 57″ O | 16. Feb. 1987 (BLR-LAB 606)  | Kirche | KG: Antholz Bauparzelle: 1, 2 Grundparzelle: 1         |
| ja   | Datei hochladen | Pfarrkirche St. Johannes Evangelist mit Bildstock und Friedhof ID: 16601       | 46° 46′ 41″ N, 12° 2′ 59″ O | 16. Feb. 1987 (BLR-LAB 606)  | Kirche | KG: Niederrasen Bauparzelle: 227, 38 Grundparzelle: 1  |
| ja   | Datei hochladen | Pfarrkirche St. Walburg mit Friedhof und Kirchplatz in Niedertal ID: 16591     | 46° 49′ 52″ N, 12° 5′ 16″ O | 16. Feb. 1987 (BLR-LAB 606)  | Kirche | KG: Antholz Bauparzelle: 163 Grundparzelle: 946/3, 949 |
| ja   | Datei hochladen | Pfarrwidum ID: 16599                                                           | 46° 46′ 42″ N, 12° 3′ 0″ O  | 16. Feb. 1987 (BLR-LAB 606)  | Widum/Kanonikerhaus                                                                                                | KG: Niederrasen Bauparzelle: 31                        |
| ja   | Datei hochladen | Pfarrwidum in Mittertal ID: 16584                                              | 46° 51′ 35″ N, 12° 5′ 58″ O | 16. Feb. 1987 (BLR-LAB 606)  | Widum/Kanonikerhaus                                                                                                | KG: Antholz Bauparzelle: 3/1                           |
| ja   | Datei hochladen | Schillerkapelle ID: 16607                                                      | 46° 46′ 51″ N, 12° 0′ 51″ O | 16. Feb. 1987 (BLR-LAB 606)  | Kapelle | KG: Niederrasen Bauparzelle: 96                        |
| ja   | Datei hochladen | Schmieder ID: 16619                                                            | 46° 47′ 27″ N, 12° 3′ 25″ O | 16. Feb. 1987 (BLR-LAB 606)  | Ländliches Wohnhaus/Bauernhof                                                                                      | KG: Oberrasen Bauparzelle: 193, 194                    |
| BW   | Datei hochladen | Siebenter ID: 50396                                                            | 46° 50′ 20″ N, 12° 5′ 13″ O | 22. Juni 2005 (BLR-LAB 2214) | Ländliches Wohnhaus/Bauernhof                                                                                      | KG: Antholz Bauparzelle: 145/1                         |
| ja   | Datei hochladen | St.-Josefs-Kapelle in Obertal ID: 16594                                        | 46° 52′ 30″ N, 12° 7′ 35″ O | 15. Okt. 1951 (MD)           | Kapelle | KG: Antholz Bauparzelle: 235                           |
| ja   | Datei hochladen | Storfer ID: 16618                                                              | 46° 47′ 33″ N, 12° 3′ 24″ O | 13. Jan. 1951 (MD)           | Ländliches Wohnhaus/Bauernhof                                                                                      | KG: Oberrasen Bauparzelle: 181                         |
| ja   | Datei hochladen | Wiesemannstöckl ID: 50191                                                      | 46° 50′ 42″ N, 12° 5′ 21″ O | 22. März 2004 (BLR-LAB 918)  | Kapelle | KG: Antholz Grundparzelle: 705                         |
| ja   | Datei hochladen | Wirtherkapelle ID: 16621                                                       | 46° 47′ 31″ N, 12° 3′ 23″ O | 16. Feb. 1987 (BLR-LAB 606)  | Kapelle | KG: Oberrasen Bauparzelle: 258                         |
| ja   | Datei hochladen | Zuhaus beim Wegerwirt ID: 18084                                                | 46° 51′ 33″ N, 12° 5′ 56″ O | 15. Okt. 1951 (BLR-LAB 606)  | Ländliches Wohnhaus/Bauernhof                                                                                      | KG: Antholz Bauparzelle: 70/1                          |

Falls bei einem Baudenkmal keine Koordinaten bekannt sind, werden ersatzweise die Katasterdaten zum Zeitpunkt der Unterschutzstellung angegeben. Diese sind weder offiziell noch zwingend aktuell.
Die vom Landesdenkmalamt übernommenen Adressen können veraltet sein.
| Foto:   | Fotografie des Denkmals. Klicken des Fotos erzeugt eine vergrößerte Ansicht. Daneben finden sich zwei Symbole: |
| ID      | Identifikator beim Südtiroler Landesdenkmalamt                                                                 |
| KG      | Katastralgemeinde                                                                                              |
| MD      | Ministerialdekret                                                                                              |
| BLR-LAB | Beschluss der Landesregierung – Landesausschussbeschluss                                                       |